# آلاشیا (آلاسیا)

نقشه خاور نزدیک باستان در حدود ۱۴۰۰ قبل از میلاد

آلاشیا یا آلاسیا ( اکدی: 𒀀𒆷𒅆𒅀 آلاشیا [a-la-ši-ia]; اوگاریتی: 𐎀𐎍𐎘𐎊 ẢLṮY ؛ خط B : 𐀀𐀨𐀯𐀍 آلاسیوس [a-ra-si-jo]؛ هیراتیک "'irs3")، همچنین به عنوان پادشاهی آلاسیا شناخته می شود. آلاسیا دولتی بود که در قرون برنز میانه و اواخر آن وجود داشت و در مکانی در مدیترانه شرقی قرار داشت. این منطقه منبع اصلی کالاها، به ویژه مس، برای مصر باستان و سایر ایالات در خاور نزدیک باستان بود. در تعدادی از متون باقی مانده به آن اشاره شده است و اکنون تصور می شود آلاسیا نام باستانی قبرس یا منطقه ای از قبرس باشد. این امر با تجزیه و تحلیل علمی انجام شده در دانشگاه تل آویو از الواح گلی که از آلاشیا برای سایر حاکمان ارسال شده بود تأیید شد. 

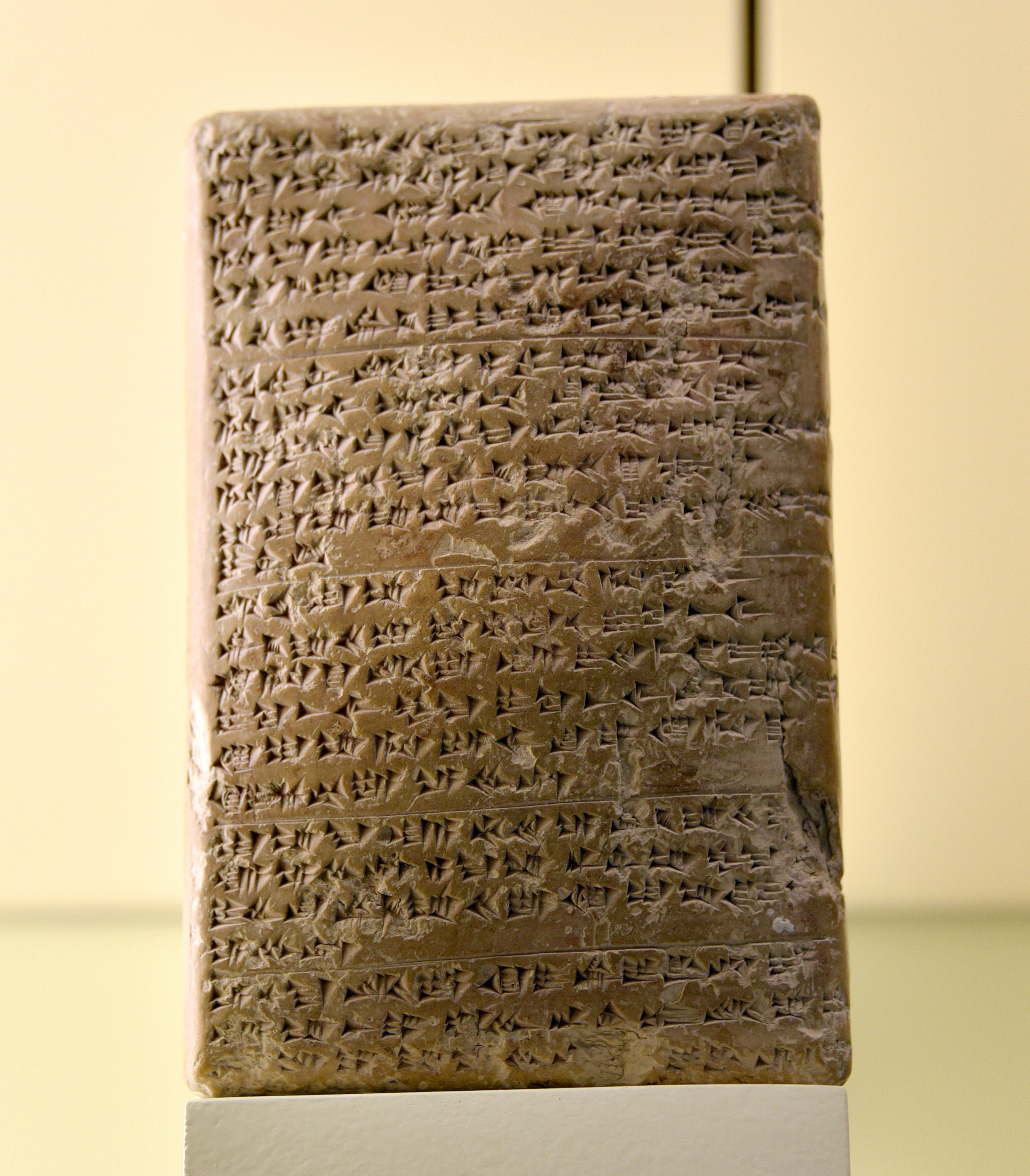
یکی از نامه های آمارنا. نامه نگاری بین یک پادشاه آلاشیا و آمنهوتپ سوم مصر. حدود ۱۳۸۰ ق.م. از تل العمارنا، مصر. موزه وردریشیاتیشیس(خاورمیانه)، برلین

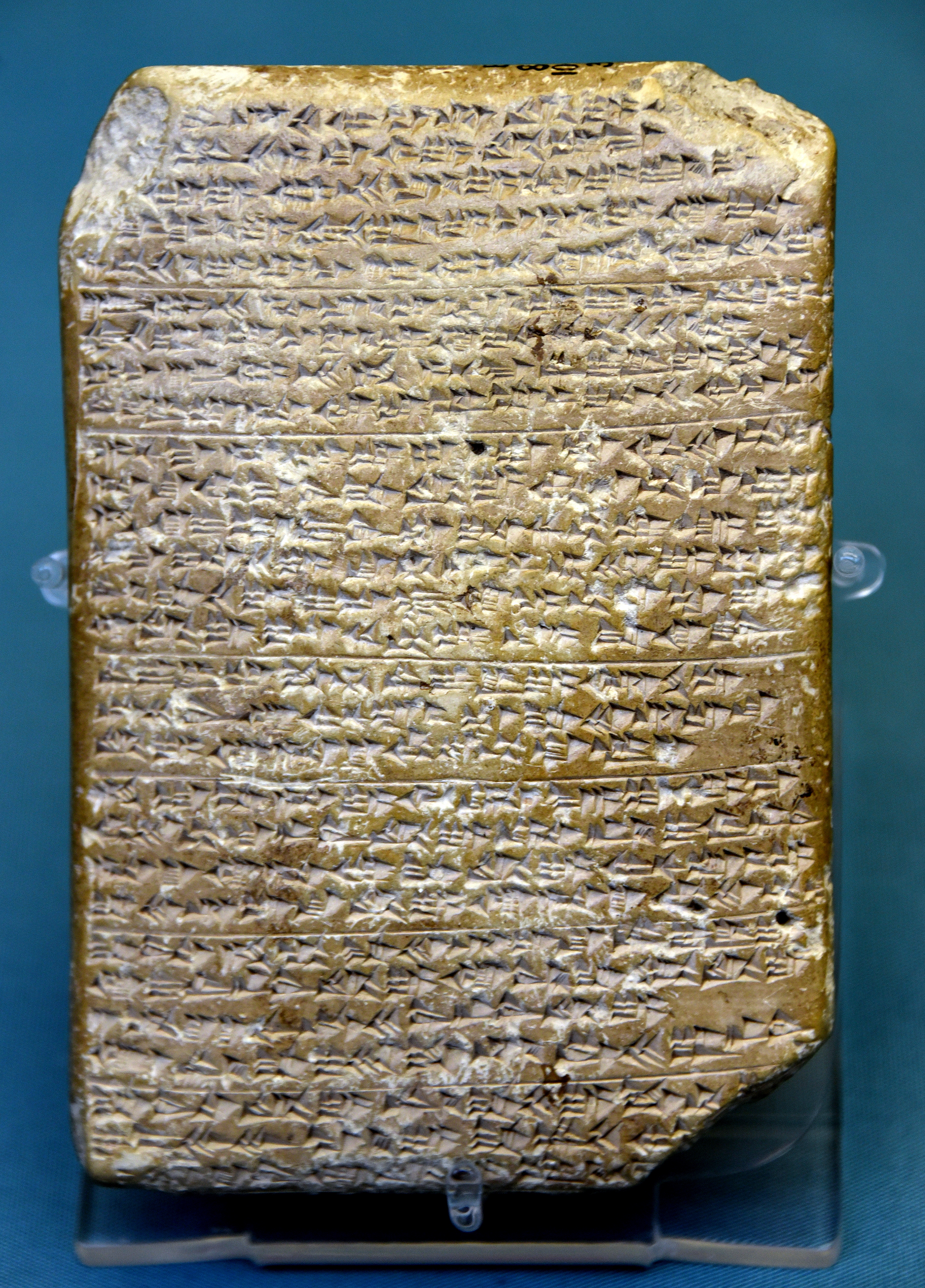
نامه آمارنا «پیام پادشاه آلاشیه، برادرت» به فرعون مصر، احتمالاً آخناتون. حدود ۱۳۵۰ ق.م. از تل العمارنا، مصر. موزه بریتانیا

## مراجع
1. ↑  Knapp, A. Bernard. (1985). "J Article Alashiya, Caphtor/Keftiu, and Eastern Mediterranean Trade: Recent Studies in Cypriote Archaeology and History". Journal of Field Archaeology. 12 (2): 231–250. doi:10.2307/530294. JSTOR 530294.
2. ↑  https://www.researchgate.net/publication/332359864_Alashiya_A_Scientific_Quest_for_Its_Location